# لهجه نجف‌آبادی
لهجه نجف‌آبادی یکی از لهجه‌های زبان فارسی است. فارسی نجف‌آبادی لهجه‌ای از فارسی معیار است که با آن تفاوت‌های آوایی، واژگانی و گهگاه ساخت‌واژه‌ای دارد. تفاوت لهجه نجف‌آبادی با دیگر لهجه‌های زبان فارسی، هم در زیر و زبر آوایش واژه‌ها می‌باشد، و هم در آهنگ ادای جمله‌ها است. لهجه نجف‌آبادی از نظر واژگان شبیه لهجه اصفهانی و از نظر بیان مانند لهجه شهرضایی است. در این لهجه بسیاری از کلمات کش‌دار ادا می‌شوند که آن را نسبت به لهجه اصفهانی متمایز می‌کند. کلمات خاص لهجهٔ نجف‌آبادی اکثراً وام‌گرفته از اصفهانی، زبان‌های ایران مرکزی، لری، عربی و مختصری ترکی است.

## نمونه واژگان
اصفهانی: یخده، دایزه، خارسو، بوسوره و …
لکاته=داغون
زبان‌های مرکزی ایران: پس سابا صاح(پسفردا صبح)،سابا (فردا)، مُن (من)
لری: هالولت (هالو ولد، برادر زن)، گپ، نحوه ادای مصوت اُ در کلماتی مانند کوچه و خون. این مصوت در حالتی بین مصوت‌های ای و او بیان می‌شود.
عربی: حی باش (عجله کن)، عوج
ترکی: یُغور
برخی از واژه‌ها مختص همین شهر بوده و در جاهای دیگر قابل فهم نیست.